# Велей Патеркул
Вижте пояснителната страница за други личности с името Велей Патеркул.
Гай Велей Патеркул (на латински: Gaius Velleus Paterculus; * ок. 19 пр.н.е.; † ок. 31 г.) е древноримски историк, автор на „Римска история“ (Historiae Romanae libri II) в 2 книги, излагаща събитията от Троянската война до 30 г. Особено подробно са описани времената на Октавиан Август.
Велей Патеркул е бил претор и съпровождал император Тиберий по време на подходите му в Германия и Панония. В първата книга събитията са изложени кратко, докато втората, засягаща събития, случили се по-близо до времето, в което е живял автора ѝ, разказът е доста подробен. Въпреки негова едностранчивост, имайки предвид общественото положение на автора ѝ, тя представлява ценен източник за случилото се по това време.